# Лудяна-Ясашинская
 Лудяна-Ясашинская  — село в Нолинском районе Кировской области. Входит в состав Лудянского сельского поселения.

## География
Расположена на расстоянии примерно 15 км на северо-запад от райцентра города Нолинск.

## История
Известно с 1802 года как село Лудяне на 7 дворов, в 1873 в селе (тогда Лудяно-Ясашное) было учтено дворов 19 и жителей 117, в 1905 14 и 98, в 1926 31 и 104, в 1950 (Лудяна) 41 и 100, в 1989 проживало 233 жителя.  

## Население
Постоянное население составляло 219 человек (русские 94%) в 2002 году, 147 в 2010.